# Poecilia vivipara
Poecilia vivipara — риба з родини пецилієвих ряду коропозубоподібних.

## Етимологія
Родова назва Poecilia походить від грецького слова poikilos, що в перекладі означає багатокольоровий. Видова ж назва vivipara означає живородна. Буквально пецилія живородна.

## Морфологія
Самці в цілому можуть сягати 4 см завдовжки, а самиці — 5 см.

## Поширення
Цей вид зустрічається в Південній Америці: від Венесуели до річки Ла-Плата (Аргентина). Вид інтродуковано в Пуерто-Рико та Мартиніці.